# 卡洛斯·马切纳
卡路士·馬真拿·盧比斯（Carlos Marchena López，1979年7月31日—），通常簡稱馬真拿（Marchena），是一名前西班牙足球運動員，可擔任防守中場或中堅。職業生涯主要效力西甲巴伦西亚。曾出席2006年世界盃，随西班牙获得2010年世界盃冠军。也曾於2000年悉尼奧運贏得銀牌。至於在球會則贏得過兩屆西甲聯賽冠軍，一次歐洲足協杯冠軍。

## 榮譽
- 西班牙
  - 2000年悉尼奧運會銀牌
  - 2008年歐洲國家盃冠軍
  - 2010年南非世界杯冠軍

- 華倫西亞
  - 西甲联赛冠军--2001/02、2003/04赛季
  - 西班牙盃冠军--2008年
  - 歐洲足協杯冠军--2004年
  - 欧洲超级杯冠军--2004年